# Bülent Polat
Bülent Polat (Tunceli, 8 marzo 1979) è un attore turco, noto per aver interpretato il ruolo di Gaffur Taşkın nella serie Terra amara (Bir Zamanlar Çukurova).

## Biografia
Nato nel 1979 a Tunceli (Turchia), Bülent Polat è cresciuto in una famiglia di cinque fratelli con origine zaza. Nel 1993, all'età di tredici anni, ha iniziato la sua carriera teatrale professionale con lo spettacolo Yer Gösterme, poi ha continuato a recitare esibendosi in spettacoli per bambini presso il teatro municipale di Bakırköy. L'anno successivo, nel 1994, ha proseguito la sua carriera con il ruolo del passante nello spettacolo Sokak Kedisi. Dopo aver rinnovato il contratto con il teatro, ha recitato in spettacoli come Ormanların Barış Ateşi, Rumuz Goncagül e Keloğlan. Si è diplomato in recitazione presso il Müjdat Gezen's Art Center, in seguito ha studiato recitazione presso il centro culturale Sadri Alışık (SKM). Ha recitato nella commedia teatrale Herkesin Gözü Önünde diretta da Orhan Oğuz.
In seguito ha deciso di prendere una nuova direzione nella sua carriera; ha recitato nella serie Yılan Hikayesi e nel film televisivo Son Oyun diretto da Orhan Oğuz. Successivamente ha preso parte agli sketch dove ha disegnato personaggi straordinari nel programma chiamato Gece Kahvesi. Nel 2004 è apparso con il ruolo di Engin Günaydın nel programma Zaga presentato da Okan Bayülgen, con brevi scenette chiamate Grooms negli episodi settimanali. Ha ottenuto successo con il personaggio di Şehsuvar (Şesu) nella serie Avrupa Yakası.
Ha partecipato al concorso chiamato Buzda Dans. Successivamente è andato negli Stati Uniti, dove ha iniziato a studiare prima lingua e poi recitazione. In primo luogo, ha frequentato il seminario di recitazione con lezioni impartite da Stella Adler a Los Angeles e poi si è trasferito a New York. Mentre studiava lì, ha iniziato a gestire un bar a Manhattan su iniziativa di un amico per guadagnarsi da vivere. Nel 2011 dopo aver soggiornato negli Stati Uniti, è tornato in Turchia.
Dal 2013 al 2015 ha ricoperto il ruolo di Sabri nella serie in onda su Fox Karagül. Nel 2013 e nel 2014 ha interpretato il ruolo di Sansar nella serie di Kanal D İnadına Yaşamak. Dal 2018 al 2022 è stato scelto per interpretare il ruolo di Gaffur Taşkın nella serie in onda su ATV Terra amara (Bir Zamanlar Çukurova), insieme agli attori Hilal Altınbilek, Uğur Güneş, Murat Ünalmış, Vahide Perçin, Selin Yeninci e Selin Genç. Nel 2022 ha interpretato il ruolo di Sefa nella serie Seversin. L'anno successivo, nel 2023, ha ricoperto il ruolo del dottor Feza nella serie Ateş Kuşları e quello di Üstad Gera nella serie Kuruluş Osman, entrambe in onda su ATV. Nel 2024 e nel 2025 ha vestito i panni di Bünyamin nella serie La notte nel cuore (Siyah Kalp).

## Vita privata
Dal 2015 è sposato con l'insegnante di inglese Duygu Şenoğlu, dalla quale ha avuto due figli: la primogenita si chiama Doğa Polat.

## Filmografia

### Cinema
- Sessiz ölüm, regia di Mesut Uçakan (1985)
- Sana Öyle Hasretim Ki, regia di Ülkü Erakalin (1985)
- Dul bir kadin, regia di Atif Yilmaz (1985)
- Assolist, regia di Ülkü Erakalin (1985)
- Güvercinim, regia di Yavuz Yalinkiliç (1986)
- Gelin Oy, regia di Yavuz Yalinkiliç (1986)
- Garip, regia di Yücel Uçanoglu (1986)
- Zeynepler ölmesin, regia di Mesut Uçakan (1987)
- Ölesiye sevmek, regia di Sami Güçlü (1987)
- Kizimin Kani, regia di Halit Refig (1987)
- Yasarken Ölmek, regia di Yücel Uçanoglu (1988)
- Söhret tutkusu, regia di Sami Güçlü (1988)
- Bacim, regia di Yücel Uçanoglu (1988)
- Istanbul, regia di Mats Arehn (1989)
- Bekleyis, regia di Ömer Ugur (1989)
- Reis Bey, regia di Mesut Uçakan (1990)
- Ziyaretçi, regia di Sami Güçlü (1990)
- Aci kader, regia di Yücel Uçanoglu (1990)
- Ayri Dünyalar, regia di Kaya Ererez e Gökhan Güney (1991)
- Bir kadin düsmani, regia di Hüseyin Karakas (1991)
- Sürgün, regia di Mehmet Tanrisever (1992)
- Çöküs, regia di Mesut Uçakan (1992)
- Sevgili ortak, regia di Erdogan Tokatli (1993)
- Özlem, Düne... Bugüne... Yarina, regia di Tülay Eratalay (1995)
- Playing with Death, regia di Hamid Tamjidi (1997)
- Giz (2003)
- Balans ve Manevra, regia di Teoman (2005)
- Keloğlan Kara Prens'e Karşı, regia di Tayfun Güneyer (2005)
- Anne Ya da Leyla, regia di Mesut Uçakan (2006)
- Girdap, regia di Talip Karamahmutoglu (2008)
- Sıfır Noktası, regia di Harun Özakinci (2008)
- Hür Adam - Bediüzzaman Said Nursi, regia di Mehmet Tanrisever (2011)
- Atatürk'ün Fedaisi Topal Osman, regia di Atilla Akarsu (2013)
- Dursun Çavus, regia di Ali Engin (2014)
- Tut Sözünü, regia di Oguz Celik (2015)
- Atatürk, regia di Mehmet Ada Öztekin (2023)
- Mükemmel Aile, regia di Hakan Eser (2024)
- Afacanlar Kampta, regia di Enes Ateş (2024)

### Televisione
- Dokuzuncu Hariciye Koğuşu – miniserie TV, 4 episodi (1985)
- Bugünün saraylisi – miniserie TV (1985)
- Güvercinim – serie TV (1986)
- Kavanozdaki Adam – serie TV (1987)
- Ferhunde Kalfa – serie TV (1987)
- Atlı Karınca – serie TV (1989)
- Aile Bağları – miniserie TV, 1 episodio (1991)
- Auf Achse – serie TV, 2 episodi (1992)
- Danimarkali gelin, regia di Salih Diriklik – film TV (1993)
- Bir küçük yürek, regia di Ahmet Hossöyler – film TV (1993)
- Ah gurbet – miniserie TV (1993)
- Çiçek Taksi – serie TV (1995)
- Playing with Death – serie TV (1995)
- Yalan, regia di Cem Akyoldas – film TV (1998)
- Askin Iki Yakasi – miniserie TV (1998)
- Yılan Hikayesi – serie TV, 15 episodi (2000)
- Dadı – serie TV, 3 episodi (2001)
- Yeditepe İstanbul – serie TV (2001)
- Beşik Kertmesi – serie TV, 3 episodi (2002)
- Derya & Deniz – serie TV, 43 episodi (2002)
- Canım Kocacığım – serie TV (2002)
- Ah Yaşamak Var Ya! – serie TV (2002)
- Lahmacun ve Pizza – serie TV (2002)
- Estağfurullah Yokuşu – serie TV, 3 episodi (2003)
- Oğlum İçin – serie TV (2003)
- Kadirşinas – serie TV (2004)
- Avrupa Yakası – serie TV, 93 episodi (2004-2006)
- Köpek – serie TV (2005)
- Atesli topraklar – miniserie TV, 5 episodi (2005)
- Rüyalarda Buluşuruz – miniserie TV (2006)
- Hayirdir insaallah – serie TV (2006)
- Düş Yakamdan – serie TV (2007)
- Haneler – serie TV (2010)
- Behzat Ç. – serie TV (2012)
- Acayip Hikayeler – serie TV (2012)
- İşler Güçler – serie TV, 1 episodio (2012)
- Bir Zamanlar Osmanli - Kiyam – serie TV, 1 episodio (2012)
- Hayat Dedigin – serie TV (2013)
- A.S.K. – serie TV, 1 episodio (2013)
- Karagül – serie TV, 98 episodi (2013-2015)
- Gölgedekiler – serie TV (2014)
- Kertenkele: Yeniden Doğuş – serie TV (2016)
- Çukur – serie TV, 3 episodi (2017)
- Terra amara (Bir Zamanlar Çukurova) – serie TV, 141 episodi (2018-2022)
- Kuruluş Osman – serie TV, 9 episodi (2019)
- Seversin – serie TV, 1 episodio (2022)
- Ateş Kuşları – serie TV, 5 episodi (2023)
- Atatürk 1881-1919 – miniserie TV, 2 episodi (2024)
- Yan Oda – serie TV, 4 episodi (2024)
- La notte nel cuore (Siyah Kalp) – serie TV, 34 episodi (2024-2025)

### Cortometraggi
- Kaka Nirvana, regia di Yusuf Sumer (2010)

## Doppiatori italiani
Nelle versioni in italiano dei suoi film e delle sue serie TV, Bülent Polat è stato doppiato da:
- Emilio Mauro Barchiesi[31] in Terra amara,[32] ne La notte nel cuore[33]

## Riconoscimenti
- Turkey Youth Awards
  - 2020: Candidato come Miglior attore televisivo non protagonista per la serie Terra amara (Bir Zamanlar Çukurova)